# Erich Ziegel
Erich Ziegel (26 de agosto de 1876 - 30 de noviembre de 1950) fue un actor, director y dramaturgo de nacionalidad alemana. 

## Biografía
Nacido en Schwerin an der Warthe, Alemania, actualmente Skwierzyna, en Polonia, Erich Ziegel comenzó su carrera en los escenarios en 1894, dejando sus estudios y empezando a actuar en Meiningen. Posteriormente actuó en Lubeca y en Breslavia. Allí permaneció desde 1906 a 1909 interpretando teatro de verano.
En 1911 fundó el Teatro de Cámara de Múnich, que dirigió hasta 1916. Después dirigió en Hamburgo el Teatro Thalia de Hamburgo. En Hamburgo fundó en 1918 el Hamburger Kammerspiele, que rápidamente se convirtió en uno de los principales teatros alemanes de los años 1920. 
Bajo la dirección y patrocinio de Ziegel, el Hamburger Kammerspiele fue una reserva de jóvenes talentos. Muchos actores y directores iniciaron su carrera artística con Ziegel, entre ellos Axel von Ambesser, Anneliese Born, Wolf von Beneckendorff, Josef Dahmen, Erich Engel, Rudolf Fernau, Ernst Fritz Fürbringer, Gustaf Gründgens, Wolfgang Heinz, Ruth Hellberg, Werner Hinz, Paul Kemp, Fritz Kortner, Victor de Kowa, Elisabeth Lennartz, Ferdinand Marian, Erika Meingast, Hubert von Meyerinck, Hans Nielsen, Hans Otto, Leo Reuss, Hans Hermann Schaufuß, Albrecht Schönhals, Carl-Heinz Schroth, Ellen Schwanneke, Hans Stiebner y Gusti Wolf. 
Desde 1926 a 1928 Ziegel también dirigió el Deutsche Schauspielhaus, y de 1932 a 1934 hizo lo propio con el Teatro Thalia de Hamburgo. 
En 1934 se trasladó a Viena, Austria, con su esposa, la actriz judía Mirjam Horwitz. Sin embargo, la pareja no pudo hacer frente a la mentalidad austriaca, y fracasó en su estancia en Viena. Después contrató a su antigua estrella en Hamburgo, Gustaf Gründgens, que entonces trabajaba en el Preußisches Staatstheater de Berlín.
Además del teatro, Ziegel también actuó en el cine, entre otras producciones en Moskau – Shanghai, en 1936.
Erich Ziegel falleció en 1950 en Munich, Alemania. Fue enterrado junto a su esposa en el Cementerio Ohlsdorf de Hamburgo.

## Filmografía
| - 1920: Colombine - 1921: Liebestaumel - 1921: Ebbe und Flut - 1921: Banditen im Frack - 1921: Die rote Nacht - 1936: Moskau – Shanghai - 1937: Land der Liebe - 1937: Unter Ausschluß der Öffentlichkeit - 1937: Zu neuen Ufern - 1937: Die Warschauer Zitadelle - 1937: Daphne und der Diplomat - 1938: Ein Lied von Liebe - 1938: Der Berg ruft - 1938: Der Maulkorb - 1938: Heimat - 1938: Der Fall Deruga - 1938: Kautschuk - 1938: Tanz auf dem Vulkan - 1938: Sergeant Berry - 1939: Männer müssen so sein - 1939: Umwege zum Glück - 1939: Johannisfeuer | - 1939: Wir tanzen um die Welt - 1940: Weltrekord im Seitensprung - 1940: Angelika - 1940: Bismarck - 1941: Am Abend auf der Heide - 1941: Auf Wiedersehn, Franziska - 1941: Sechs Tage Heimaturlaub - 1941: Jenny und der Herr im Frack - 1942: Mit den Augen einer Frau - 1943: Damals - 1943: Kollege kommt gleich - 1944: Ein schöner Tag - 1944: Um neun kommt Harald - 1944: Die Degenhardts - 1947: Triumph der Liebe - 1947: Das unsterbliche Antlitz - 1948: Der Prozeß - 1948: Gottes Engel sind überall - 1948: Arlbergexpreß - 1948: Der Engel mit der Posaune - 1949: Mein Freund Leopold - 1951: Dämonische Liebe |

## Radio
- 1949: Der fliegende Geheimrat
- 1950: Kapitän Brassbounds Bekehrung
- 1950: Prinz Friedrich von Homburg